# Southwest Pacific Area

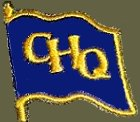
Schulterklappenabzeichen des Generalhauptquartiers des Southwest Pacific Area.

Southwest Pacific Area (SWPA) war der Name des alliierten Befehlsbereichs im Südwestpazifik während des Pazifikkriegs. Er war einer von vier großen alliierten Befehlsbereichen im Pazifikraum während des Krieges. Er umfasste die Philippinen, Borneo, Niederländisch-Indien ohne Sumatra, Australien, Neuguinea und die umliegenden Inselgruppen sowie die westlichen Salomonen und einige angrenzende Gebiete. In ihm waren die Truppen der verschiedenen alliierten Mächte, hauptsächlich der Vereinigten Staaten, Großbritanniens, Australiens, der Niederlande und der Philippinen unter einem gemeinsamen Kommando gebündelt.
Oberster Befehlshaber war der General Douglas MacArthur. Unter seinem Befehl wurden im SWPA fünf Subkommandos gebildet: Allied Land Forces (Alliierte Landstreitkräfte), Allied Air Forces (Alliierte Luftstreitkräfte), Allied Naval Forces (Alliierte Seestreitkräfte), United States Army Forces in Australia (USAFIA, Heereskräfte der Vereinigten Staaten in Australien) und United States Army Forces in the Philippines (Heereskräfte der Vereinigten Staaten in den Philippinen). Letzteres erlosch mit der Kapitulation der letzten alliierten Kräfte in den Philippinen auf Corregidor am 6. Mai 1942. Das USAFIA wurde zum United States Army Services of Supply, Southwest Pacific Area (USASOS SWPA) umgeformt. Nach einer Reform der United States Army Forces in the Far East im Jahr 1943 übernahm dies die Verwaltungsaufgaben des USASOS, wodurch dieses nur noch logistische Aufgaben wahrnahm. Im Jahr 1945 wurden beide aus dem Verbund des SWPA herausgelöst. Die drei verbleibenden Subkommandos blieben ihm bis zu seiner formellen Auflösung am Tag der Kapitulation Japans am 2. September 1945 unterstellt.

## Ursprünge

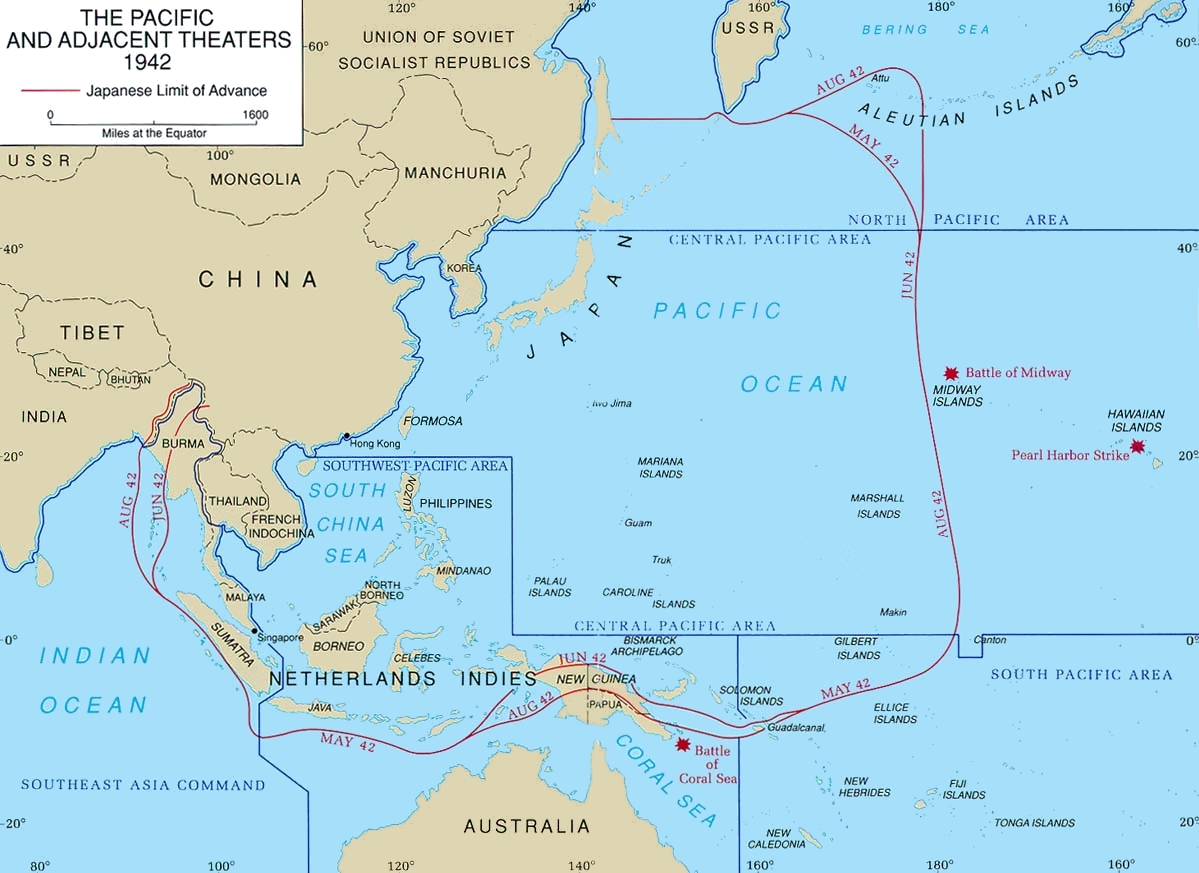
Karte der verschiedenen Areas im Pazifik, 1942. Staatsgrenzen auf dem Stand Juni 1937.

Den direkten Vorläufer des Southwest Pacific Area stellte das kurzlebige ABDACOM dar. Im Dezember 1941 und Januar 1942 wurde es auch South West Pacific Area genannt. Der schnelle japanische Vormarsch in Niederländisch-Indien trennte den Bereich des ABDACOM schnell in zwei voneinander getrennte Bereiche, weshalb sein Befehlshaber, der britische Feldmarschall Archibald Wavell, es im Februar 1942 wieder auflöste. Als britischer Oberbefehlshaber in Indien übernahm er anschließend die Kriegsschauplätze Burma und Sumatra im Westen des ehemaligen ABDACOM.
Zwischen dem 26. Februar und 1. März trafen sich die Stabschefs der Truppen Australiens und Neuseelands in Melbourne, um zu erörtern, wie der nun unter keinem übergeordneten Befehl stehende Raum neu geordnet werden könnte. Sie schlugen als Ergebnis vor, einen neuen Befehlsbereich, der Australien und Neuseeland umfasse, zu schaffen und Wavells ehemaligen Stellvertreter, Generalleutnant George Brett zum Oberbefehlshaber zu machen. Brett hatte am 25. Februar das Kommando über die USAFIA übernommen.

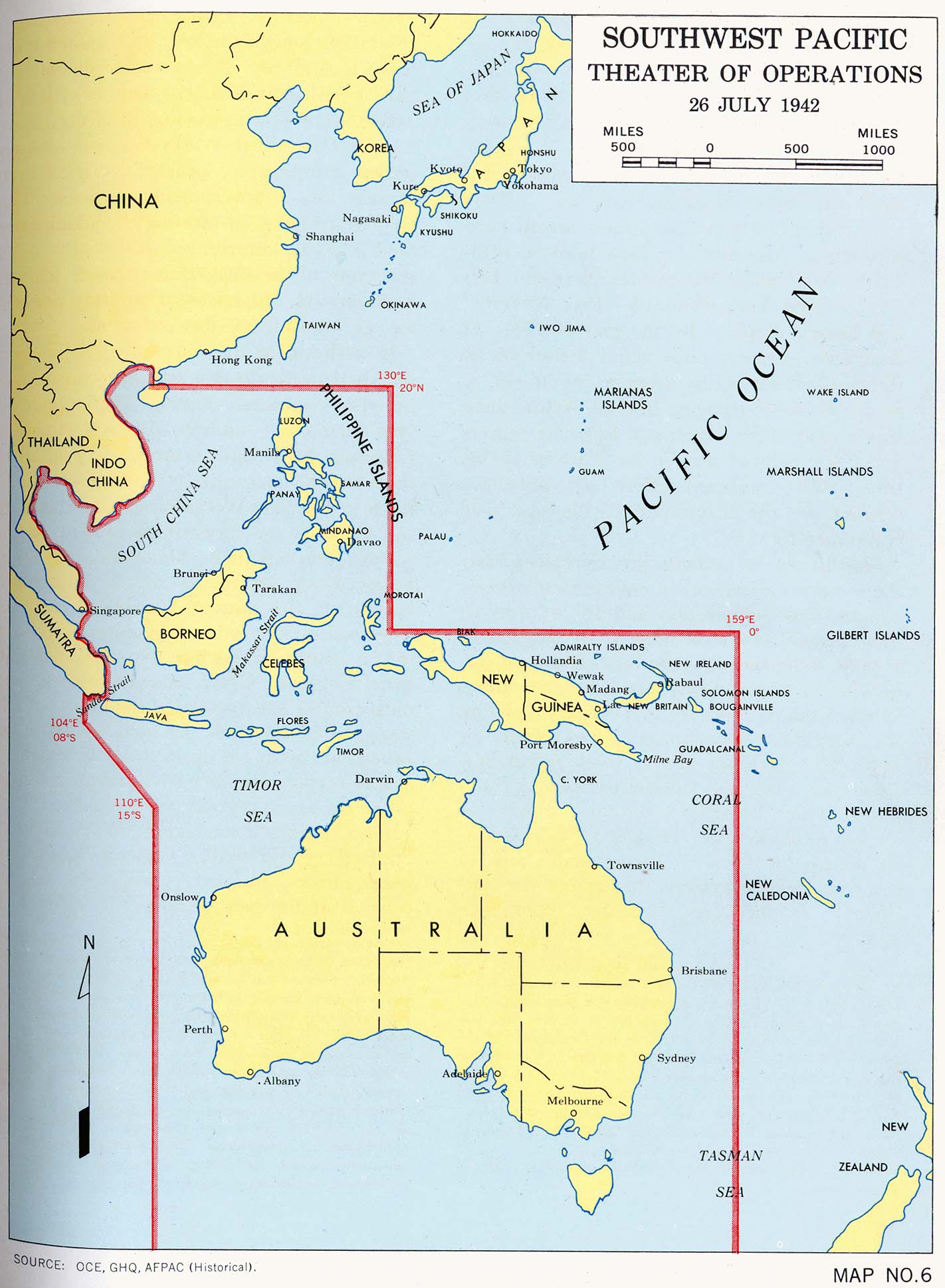
Kampfgebiet Südwestpazifik (Southwest Pacific Area)

Der Präsident der Vereinigten Staaten Franklin D. Roosevelt und der Premierminister des Vereinigten Königreichs Winston Churchill diskutierten die Kommandoaufteilung bei einem Treffen in Washington, D.C. am 9. März. Roosevelt schlug vor, die Welt in amerikanische und britische Befehlsbereiche aufzuteilen und den Pazifik den Vereinigten Staaten zu unterstellen. Dort würde es einen amerikanischen Obersten Befehlshaber geben, der den Joint Chiefs of Staff unterstünde. Churchill äußerte seine Zustimmung zu Roosevelts Vorschlag, weshalb die Regierungen Australiens und Neuseelands über ihn in Kenntnis gesetzt wurden. Diese befürworteten ihn ebenfalls, äußerten aber den Wunsch, zumindest in Strategiefragen ein gewisses Mitspracherecht eingeräumt zu bekommen.
Bereits vorher war der Pazifikkriegsrat (Pacific War Council) gebildet worden, der erstmals am 10. Februar 1942 in London getagt hatte. In diesem vertraten Churchill, der stellvertretende Premierminister Clement Attlee und Außenminister Anthony Eden das Vereinigte Königreich. Earle Page stellte den australischen Vertreter dar. Weitere vertretene Länder waren Neuseeland, die Niederlande, Britisch-Indien und die Republik China. Im Juni 1942 übernahm Stanley Bruce Pages Sitz im Rat. Parallel zu diesem wurde in Washington, D.C. ein weiterer Pazifikkriegsrat gebildet, der am 1. April 1942 erstmals tagte. Ihm stand Präsident Roosevelt vor, während Richard Casey und später Owen Dixon Australien vertraten. Kanada als drittes Ratsmitglied wurde durch seinen Premierminister Mackenzie King vertreten. Die Räte hatten nie eine effektive Aufgabe oder Einfluss auf die Kriegsstrategie, erlaubten es den britischen Dominions aber, ihre Anliegen an höchster Stelle gegenüber den Vereinigten Staaten und dem Vereinigten Königreich vorzutragen.

## Aufstellung
Die für die Verantwortlichen offensichtlichste Wahl des Obersten Befehlshabers im Pazifik stellte der amerikanische General Douglas MacArthur dar. Bereits vor seiner Flucht von den Philippinen nach Australien im März 1942 hatte er am 22. Februar des Jahres die Anweisung erhalten, den Befehl über das wieder neu aufgestellte ABDACOM zu übernehmen. Bereits bevor Diskussionen über die Art des Befehlsbereichs Pazifik ernsthaft begannen, versprachen seine Vorgesetzten ihm das Kommando darüber. Während Präsident Roosevelt, die Heeresführung und die amerikanische Bevölkerung MacArthur und seine Positionen großteils unterstützten, sah ihn die Führung der Marine kritisch. Der Oberbefehlshaber der United States Fleet, Admiral Ernest J. King war der Überzeugung, der Pazifikkrieg würde hauptsächlich durch Marineoperationen geschlagen, weshalb das Kommando keinem Heeresoffizier übertragen werden sollte. Da es zu dieser Zeit keinen Marineoffizier in der United States Navy gab, der es an Prestige und persönlicher Größe mit MacArthur aufnehmen konnte, schlug King die Aufteilung des Pazifiks in mehrere unabhängige Befehlsbereiche vor. Die Planer der US Army unter Brigadegeneral Dwight D. Eisenhower waren bereit, den Kompromiss aufgeteilter Befehlsbereiche einzugehen, wollten dabei aber Australien und Neuseeland in verschiedene Bereiche einteilen. Zwischen dem 9, und 16. März diskutierten die Joint Chiefs of Staff die verschiedenen Vorschläge der Army und Navy und beschlossen schlussendlich, die Pläne der Marine mit minimalen Änderungen umzusetzen.
Während die Diskussionen weitergingen, kontaktierte der amerikanische Chief of Staff of the Army, George C. Marshall Brett und fragte an, ob die australische Regierung MacArthur, dessen Ankunft in Australien bevorstand, als ihre Wahl für den Obersten Befehlshaber nominieren könne. Dies geschah am 17. März, dem Tag von MacArthurs Ankunft in Batchelor in Nordaustralien. Am 24. März verabschiedeten die Combined Chiefs of Staff eine Direktive, welche den Pazifikraum unter die strategische Zuständigkeit der Vereinigten Staaten stelle. Am 30. März teilten die „Joint Chiefs of Staff“ den Pazifik in drei Befehlsbereiche: die Pacific Ocean Areas (POA) unter Admiral Chester W. Nimitz, den Southwest Pacific Area (SWPA) unter MacArthur und den Southeast Pacific Area, der nie aufgestellt wurde. Ein Zusatz regelte dabei die Grenzlinien der Befehlsbereiche.
Am 17. April 1942 wies der australische Premierminister John Curtin alle Angehörigen der australischen Verteidigungsstreitkräfte an, durch MacArthur erteilte Befehle zu behandeln „als ob sie von der Commonwealth-Regierung stammen“. Das Heer und die Ausbildungs- und Logistikeinrichtungen der Royal Australian Air Force (RAAF) wurden dem SWPA nicht unterstellt. Durch die Unterstellung ihrer Truppen unter den SWPA und damit MacArthurs Kommando konnten Änderungen in der Kommandostruktur und an den Ausmaßen des Befehlsbereich nur noch mit Zustimmung der australischen Regierung geschehen. Für sie war es besonders wichtig, dass der Oberste Befehlshaber ihre Truppen nicht ohne ihre Zustimmung außerhalb Australiens selbst oder australischen Territoriums einsetzen konnte, da das Einsatzgebiet der australischen Milizstreitkräfte rechtlichen Einschränkungen unterlag. Zu einer Änderung des Kommandos kam es erstmals, als die Joint Chiefs of Staff Brett als Befehlshaber der alliierten Luftstreitkräfte ersetzten, wobei die australische Regierung übergangen wurde. MacArthur und Curtin kamen darin überein, dass der Status von Thomas Blamey als Befehlshaber der alliierten Landstreitkräfte unverändert bliebe und die Regierung über alle weiteren geplanten Änderungen informiert würde. Als der Befehlshaber der Marinestreitkräfte, der amerikanische Vizeadmiral Herbert F. Leary einige Monate später ersetzt werden sollte, wurde zunächst Curtins Zustimmung eingeholt.

## Generalhauptquartier
MacArthur wurde am 18. April 1942 als Oberster Befehlshaber des SWPA eingesetzt, bevorzugte dabei aber den gewöhnlicheren Titel Oberbefehlshaber. Mit seiner ersten allgemeinen Order befahl er die Aufstellung fünf unterstellter Kommandos: Alliierte Landstreitkräfte, Alliierte Luftstreitkräfte, Alliierte Marinestreitkräfte, Heeresstreitkräfte der Vereinigten Staaten in Australien (USAFIA) und Heeresstreitkräfte der Vereinigten Staaten in den Philippinen. Letzterem Kommando war lediglich eine kurze Lebensdauer beschert, da sich die unter dem Befehl von General Jonathan M. Wainwright stehenden Truppen unter den fortwährenden japanischen Angriffen in den folgenden knapp drei Wochen mehr und mehr auflösten und mit der Kapitulation Corregidors am 6. Mai zu existieren aufhörten.

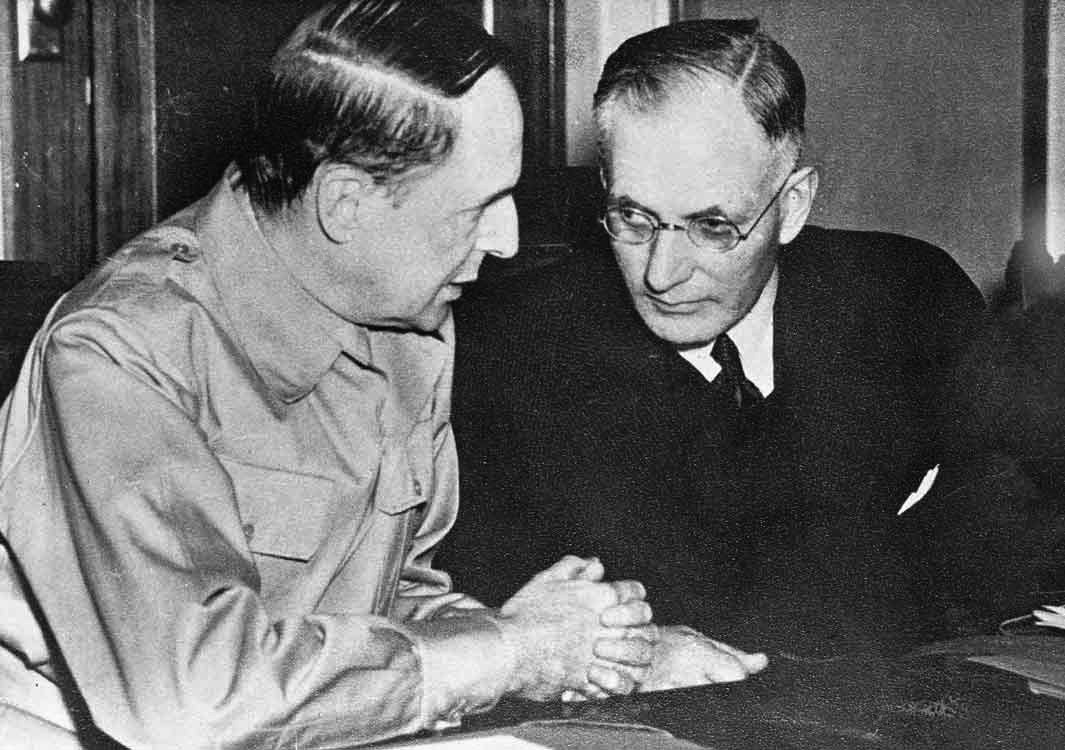
General Douglas MacArthur und der australische Premierminister John Curtin bei einem Treffen im australischen Parlamentsgebäude, 26. März 1942.

MacArthur gab die Zusammensetzung seines Stabes, bekannt als Generalhauptquartier (GHQ) am 19. April bekannt. Generalmajor Richard K. Sutherland wurde Chef des Stabes, Brigadegeneral Richard J. Marshall stellvertretender Chef des Stabes, Oberst Charles P. Stivers übernahm die Abteilung G-1, Oberst Charles Willoughby G-2, Brigadegeneral Stephen J. Chamberlin G-3, Oberst Lester J. Whitlock G-4. Brigadegeneral Spencer B. Akin wurde Signaloffizier, Brigadegeneral Hugh J. Casey Pionieroffizier, Brigadegeneral William F. Marquat Luftabwehroffizier, Oberst Burdette M Fitch Erster Adjutant und Oberst LeGrande A. Diller Offizier für Öffentlichkeitsarbeit.
Obwohl Marshall MacArthur empfohlen hatte, so viele australische und niederländische Offiziere wie möglich auf höhere Positionen zu berufen, bestand fast sein gesamter Stab aus Offizieren der US Army, die bereits auf den Philippinen unter ihm gedient hatten. Der Rest, darunter Chamberlain, Fitch und Whitlock, setzte sich aus dem Stabspersonal der USAFIA zusammen. MacArthur erklärte dies gegenüber Marshall damit, dass es keine qualifizierten niederländischen Offiziere in Australien gebe und er den bereits bestehenden Mangel an Stabsoffizieren in den australischen Streitkräften nicht noch verschärften wollte. Trotz dieser Begründung setzte er einige australische und niederländische Offiziere neben amerikanischen Marineoffizieren auf niederen Stabspositionen ein. Im Juli des Jahres verlegte MacArthur sein GHQ von Melbourne aus in Richtung Norden, nach Brisbane. Dort richtete er sich und seinen Stab im später als MacArthur Central bekannten AMP Building ein. Ursprünglich sollte das GHQ nach Townsville verlegt werden, worauf man aufgrund der schlechten Kommunikationsinfrastruktur vor Ort verzichtete. Die Hauptquartiere der alliierten Luft- und Marinestreitkräfte befanden sich ebenfalls im AMP Building. Das vorgeschobene Hauptquartier der Landstreitkräfte richtete sich im etwa 12 km entfernten St. Lucia ein. Ein vorgeschobener Teil des GHQ verlegte im September 1944 nach Hollandia, im Oktober 1944 nach Leyte, und im Mai 1945 nach Manila.

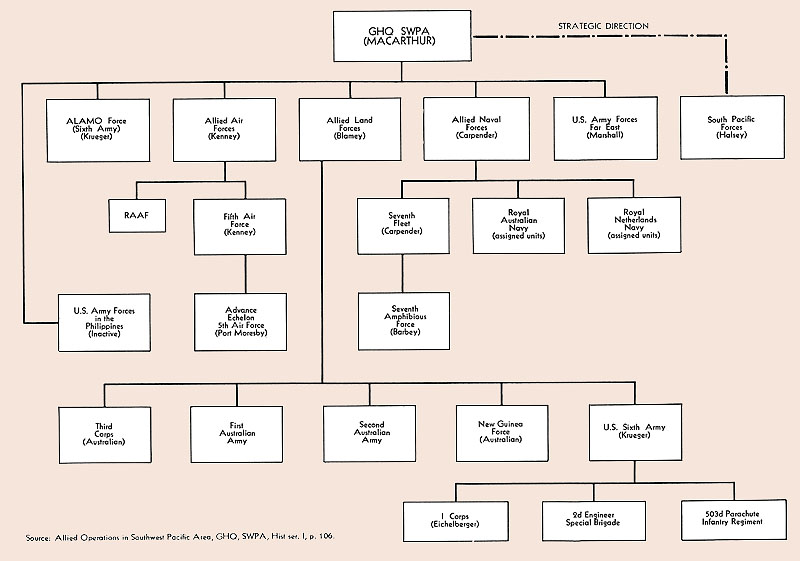
Kommandoorganisationsstruktur der Southwest Pacific Area, Juli 1943.

Im April 1945 fand eine größere Umstrukturierung in Vorbereitung auf die geplante Invasion Japans statt. Sämtliche Heereseinheiten im Pazifik wurden MacArthurs Kommando unterstellt, darunter auch jene in Admiral Nimitz' POA. Ein neuer Befehlsbereich, die Army Forces Pacific (AFPAC) wurde formiert, der parallel zum SWPA dessen GHQ unterstand. Die Heereseinheiten im POA blieben dabei vorerst unter Nimitz' operativer Kontrolle, und die erste größere Einheit, die 10. US-Armee wurde dem AFPAC nicht vor dem 31. Juli 1945 unterstellt. Der SWPA wurde gemeinsam mit den Alliierten Land-, Luft- und Marinestreitkräften am 2. September 1945 aufgelöst, sein GHQ blieb als GHQ AFPAC aber weiterhin bestehen.

## Alliierte Landstreitkräfte
Der Oberbefehlshaber des australischen Heeres General Thomas Blamey wurde zum Befehlshaber der alliierten Landstreitkräfte im SWPA berufen. Deren Hauptquartier war das bereits bestehende Generalhauptquartier der australischen Streitkräfte und wurde als LHQ abgekürzt. Blamey wurde ausgewählt, da ein Großteil der Landstreitkräfte im SWPA aus Australiern bestand. Im April 1942 befanden sich gegenüber 369.000 australischen nur 38.000 amerikanische Heerestruppen im SWPA. Dem LHQ unterstanden fünf Kommandos: Die in Queensland stationierte 1. Armee unter Generalleutnant John Lavarack, die 2. Armee unter Generalleutnant Iven Mackay in Victoria, das III Corps in Western Australia unter Generalleutnant Gordon Bennett, die Northern Territory Force unter Generalmajor Edmund Herring und die New Guinea Force unter Generalmajor Basil Morris. Unter diesen fünf Kommandobereichen waren zehn australische und zwei amerikanische Divisionen aufgeteilt. Im August 1944 dienten im australischen Heer 463.000 Männer und Frauen während sich 173.000 Mann der US Army im SWPA befanden. Ende 1944 befanden sich 18 amerikanische Divisionen im SWPA gegenüber nur noch sieben australischen.
Während das GHQ nach Brisbane verlegte verblieb das LHQ in Melbourne. Auf Blameys Befehl hin richtete es lediglich ein vorgeschobenes Hauptquartier unter dem stellvertretenden Stabschef George Alan Vasey in St. Lucia bei Brisbane ein. Im September 1942 löste Generalmajor Frank Berryman Vasey als stellvertretenden Stabschef ab und hielt diese Position bis Januar 1944. Er übernahm den Posten erneut im Juli 1944 und bekleidete ihn bis Dezember 1945. Das vorgeschobene LHQ folgte der Verlegung des Hauptkörpers des GHQ nach Hollandia und richtete sich dort ab dem 15. Dezember 1944 ein. Bei der erneuten Verlegung des GHQ-Hauptkörpers nach Leyte im Februar 1945 folgte das vorgeschobene LHQ nicht mehr. Lediglich eine noch kleinere, vorgeschobene Einheit unter Berryman verlegte weiter mit dem GHQ. Der Rest des vorgeschobenen LHQ verlegte erst im April 1945 wieder, als es zur Koordination der Kämpfe auf Borneo nach Morotai ging.
MacArthur bevorzugte es, die Landstreitkräfte in „Einsatzgruppen“ einzuteilen. Diese unterstanden direkt dem GHQ und ihre Befehlshaber konnten direkt auf sämtliche Land-, Luft- und Marinestreitkräfte in ihrem Kommandobereich zugreifen wenn ein japanischer Landangriff drohte. Die wichtigste dieser Einsatzgruppen war die 1942 aufgestellte „New Guinea Force“, die im September 1942 und erneut im September 1943 dem persönlichen Kommando Blameys unterstand. Im Februar 1943 traf die 6. US-Armee unter Generalleutnant Walter Krueger im SWPA ein und richtete ihr Hauptquartier bei jenem der Einsatzgruppe Alamo Force ein. Da diese MacArthurs direktem Befehl unterstand, galt dies auch für die 6. US-Armee, wodurch die meisten amerikanischen Streitkräfte ab diesem Zeitpunkt nicht mehr Blameys Befehl unterstanden. Seine Position wurde trotzdem nicht aufgelöst.
Im März 1944 traf MacArthur sich mit Curtin, um die Details seines Plans für die Schlacht um West-Neuguinea zu besprechen. Dabei erklärte er, den direkten Befehl über alle Landstreitkräfte zu übernehmen, sobald er die Philippinen erreichte. Für Blamey schlug er vor, ihn als Befehlshaber einer Armee zu begleiten oder als australischer Oberbefehlshaber in Australien zu bleiben. Diese neue Organisationsform der Landstreitkräfte trat im September 1944 in Kraft und die 6. und 8. US-Armee sowie das XIV. US-Korps sowie die 1. australische Armee und das I. australische Korps unterstanden künftig dem GHQ. Das Kommando Alliierte Landstreitkräfte blieb eine wichtige administrative und logistische Institution, bis es gemeinsam mit dem SWPQ am 2. September 1945 aufgelöst wurde.

## Alliierte Luftstreitkräfte

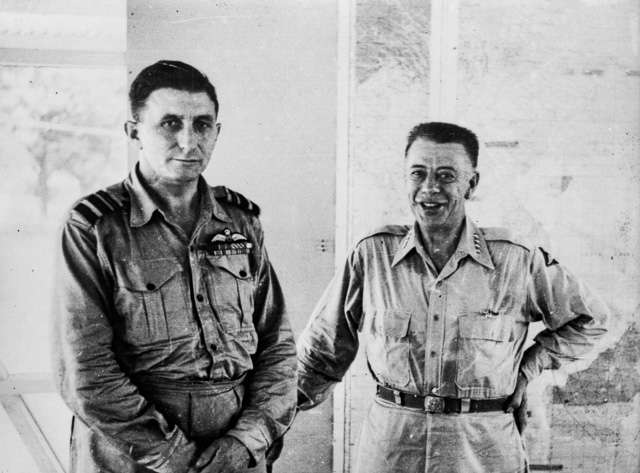
Der Stabschef der Royal Australian Air Force, Vizeluftmarschall George Jones, bei einem Treffen mit dem Befehlshaber der alliierten Far East Air Forces, Generalleutnant George Kenny, in Manila, Juli 1945.

Im April 1942 fand während der Reorganisation der Streitkräfte auch die Aufstellung der Alliierten Luftstreitkräfte unter George Brett statt. Anders als MacArthur schuf Brett ein Hauptquartier, in dem die Alliierten gleichrangig verteilt waren. Vizeluftmarschall der RAAF William Bostock diente Brett als Stabschef. Jedem Stabsoffizier der United States Army Air Forces (USAAF) stand dabei ein Offizier der RAAF gegenüber, wodurch die höheren Offiziersränge gleichmäßig zwischen Amerikanern und Australiern verteilt waren. So hielten Australier die Mehrheit der Kommandoposten. Im Juli wurde Brett durch den Generalmajor George Kenney abgelöst. Um Personalengpässe der USAAF zu umgehen, diente auch Personal der RAAF in ihren Gruppen, wo sie alle Positionen mit Ausnahme jener des Flugzeugführers übernahmen.
Im Mai 1942 berief die australische Regierung Vizeluftmarschall George Jones zum Chef des Luftstabes. Er übernahm die Verantwortung für nichtoperative Angelegenheiten wie Ausbildung und Verwaltung. Es zeigten sich schnell Spannungen zwischen Bostock und Jones, bei denen Kenney sich auf die Seite Bostocks stellte und ihm als Stabschef den Rücken stärkte. Hierdurch blieb die Aufteilung der Stabsaufgaben bestehen.
Einer der ersten Befehle, die Brett von MacArthur erhielt, war die Organisation eines Bombenangriffs gegen die Philippinen. MacArthur ließ den Befehl persönlich von seinem Stabschef Sutherland überbringen. Bedenken von Seiten Bretts wischte Sutherland dadurch beiseite, dass er darauf hinwies, MacArthur verlange die Ausführung des Befehls. Die Mission fand unter dem Befehl von Brigadegeneral Ralph Royce statt, MacArthur schickte Brett aber eine persönliche Ermahnung. Fortan regelte Bostock die Kommunikation vom Obersten Kommando an die Luftstreitkräfte mit Sutherland. Weitere Unstimmigkeiten zwischen MacArthur und Brett folgten. In der Zwischenzeit sorgte das integrative Kommandokonzept Bretts bei General Marshall und dem Befehlshaber der USAAF, Generalleutnant Henry H. Arnold in Washington für Irritation. Beide störten sich darüber hinaus an seinem gespannten Verhältnis zu MacArthur. In einem Funkspruch vom 6. Juli bot Marshall MacArthur den Generalmajor George Kenney oder den Brigadegeneral James H. Doolittle als Ersatz für Brett an. MacArthur ging auf das Angebot an und wählte Kenney als neuen Befehlshaber aus.
Kenney entband den Generalmajor Ralph Roye, die Brigadegeneräle Edwin S. Perrin, Albert Sneed und Martin Scanlon sowie vierzig Oberste von ihren Aufgaben. Als Ersatz dienten unter anderem die beiden kürzlich in Australien eingetroffenen amerikanischen Brigadegeneräle Ennis Whitehead und Kenneth N. Walker. Im August Reorganisierte Kenney die Luftstreitkräfte und übertrug Whitehead den Befehl über das V. Jägerkommando und Walker jenen über das V. Bomberkommando. Die alliierten Luftstreitkräfte setzten sich bis dahin aus Personal sowohl der RAAF als auch der USAAF zusammen, was Kenney trennen wollte. Im September ersetzte Kenney William Bostock als Stabschef durch den aus den Vereinigten Staaten eingetroffenen Brigadegeneral Donald Wilson. Bostock übernahm daraufhin den Befehl über das neu formierte RAAF Command. Walker fiel im Januar 1943, als sein Flugzeug über Rabaul abgeschossen wurde. Sein Nachfolger, Brigadegeneral Howard Ramey, verschwand nur zwei Monate später bei einem Aufklärungsflug über der Torres-Straße.
Kenney wich von der normalen Struktur einer Luftstreitkraft ab, indem er eine hervorgehobene Befehlsebene (ADVON) unter Whitehead einrichtete. Dieses neue Hauptquartier hatte die Befugnis, die Zuweisungen von Flugzeugen auf vorgeschobenen Positionen zu ändern. Er erhielt diese, um lokalen Einflussfaktoren wie Wetterumschwünge und Feindeinwirkungen unmittelbarer als von Australien aus begegnen zu können. Zur Kontrolle der Luftoperationen im Frontgebiet und spezielle Operationen erschuf er die 1., 2. und 3. Lufteinsatzgruppe, eine weitere Abkehr gültiger Luftdoktrinen. Während Kenney die Neuerungen befürwortete, lehnten seine Vorgesetzten in Washington sie ab und transportierten die drei Einsatzgruppen in das 308., 309. und 310. Bombergeschwader. Im Juni 1944 wurden den Luftstreitkräften die 13. US-Luftflotte unter Generalmajor St. Clair Streett unterstellt. Kenney formierte aus der 5. US-Luftflotte die Far East Air Forces (FEAF), während ADVON zur neuen 5. Luftflotte wurde. Die RAAF stellte im Oktober 1944 die 1. taktische australische Luftflotte unter Luftkommodore Frederick Scherger auf. Im März 1945 löste Generalmajor Paul Wurtsmith Streett ab. Die alliierten Luftstreitkräfte wurden am 2. September 1945 aufgelöst.

## Alliierte Marinestreitkräfte

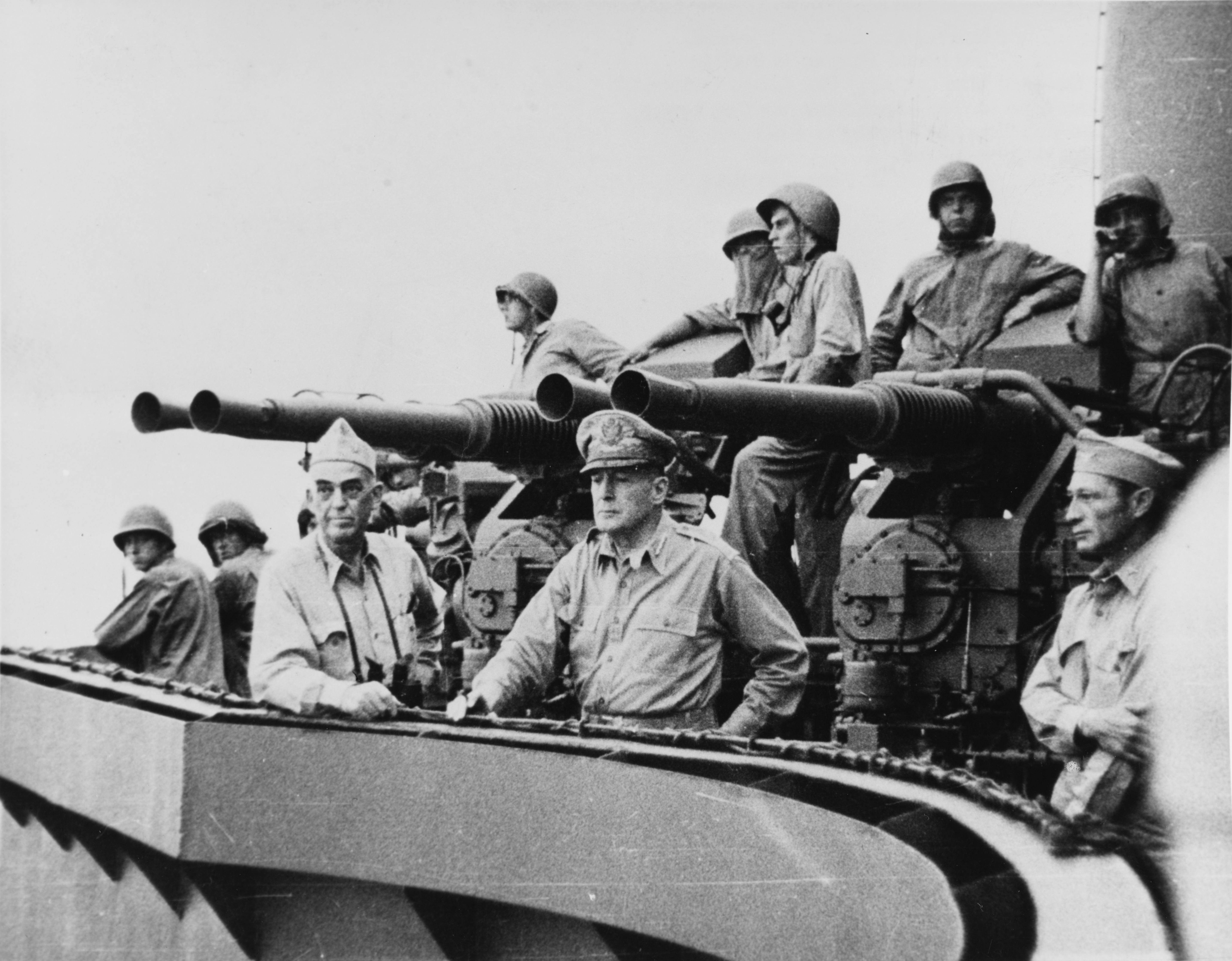
Vizeadmiral George C. Kinkaid und General Douglas MacArthur auf der Phoenix während der Bombardierung von Los Negros zur Vorbereitung von Truppenanlandungen, 28. Februar 1944.

Vizeadmiral Herbert F. Leary wurde im April 1942 zum Befehlshaber der alliierten Marinestreitkräfte ernannt. Im Februar 1942 war er zum Befehlshaber der ANZAC Force, der Marinestreitkräfte im ANZAC-Befehlsbereich östlich Australiens, ernannt worden. Er unterstand dabei unmittelbar Admiral King. Die wichtigste Einheit unter seinem Kommando war die von Konteradmiral John Gregory Crace befehligte ANZAC-Schwadron. Bei der Formierung des SWPA wurde Leary auch zum Befehlshaber der Southwest Pacific Force (COMSOUWESPAC), während die ANZAC-Schwadron zur Task Force 44 umgebildet wurde. Im Juni löste der Konteradmiral Victor Crutchley Crace als deren Kommandeur ab.
Mit Zustimmung der australischen Regierung löste Vizeadmiral Arthur S. Carpender am 11. September Leary ab. Er war, wie vormals Leary, als Befehlshaber der COMSOUWESPAC Admiral King und mit den alliierten Marinestreitkräften General MacArthur untergeordnet. Wie bereits Leary war Carpender nicht der ranghöchste Marinebefehlshaber. Sowohl der Stabschef der Australischen Marine Admiral Guy Royle als auch der Vizeadmiral der Niederländischen Marine Conrad Helferich waren dienstälter als er. Royle stimmte dennoch zu, unter Carpenter als Befehlshaber der am 16. März 1943 eingerichteten South West Pacific Sea Frontier zu dienen.
Die COMSOUWESPAC wurde am 15. März 1943 zur 7. US-Flotte umgebildet und ihre Einsatzgruppen neu nummeriert, sodass aus der Einsatzgruppe 44 die Einsatzgruppe 74 wurde. Ein weiterer wichtiger Bestandteil war die Einsatzgruppe 76 die am 8. Januar 1943 unter Konteradmiral Daniel E. Barbey aufgestellt worden war und die amphibische Truppe für den Südwestpazifik darstellte. Später im selben Jahr wurde sie zur VII Amphibious Force umbenannt. Zwei Ausbildungseinrichtungen für amphibische Operationen wurden eingerichtet, HMAS Assault in Port Stephens und eine weitere bei Toorbul Point. Die VII Amphibious Force bestand anfänglich aus australischen Infanterielandungsschiffen, der Manoora, Westralia, Kanimbla und dem amerikanischen Angriffslandungsschiff Henry T. Allen, wuchs aber schnell.
General MacArthur störte sich daran, dass Royle, wie es im Commonwealth üblich war, direkt mit der britischen Admiralität kommunizierte. Weiterhin war er sich bewusst darüber, dass Royle die Kommandostruktur und einige seiner Entscheidungen kritisiert hatte. Er schlug aus diesen Gründen vor, Royle als Stabschef der Royal Australian Navy durch den Kapitän zur See John Augustine Collins zu ersetzen, worin ihn Carpender unterstützte. Über die Admiralität hinweg ersetzte Curtin im Juni 1944 den Befehlshaber der Einsatzgruppe 74, Crutchley, unter gleichzeitiger Beförderung zum Kommodore durch Collins. Ziel war es, Collins in Position zu bringen, damit er Royle bei Auslaufen seiner Amtszeit ersetzen konnte. Eine schwere Verwundung Collins’ am 21. Oktober 1944 im Golf von Leyte verhinderte die Kommandoübernahme jedoch.
MacArthur hatte auch mit Carpender Probleme und ersuchte zweimal um dessen Ablösung. Im November 1943 ersetzte Admiral King Carpender durch Vizeadmiral Thomas C. Kinkaid, ohne MacArthur oder die australische Regierung vorher zu konsultieren. Damit alle Beteiligten ihr Gesicht wahren konnten, wurde eine verklausulierte offizielle Begründung herausgegeben. Für die geplante Landung auf Leyte wurde die 7. US-Flotte massiv mit Schiffen der Pazifikflotte aufgestockt. Die 3. US-Flotte unter William F. Halsey sollte die Landung decken, verblieb dabei aber unter dem Oberbefehl von Admiral Nimitz. Während der See- und Luftschlacht im Golf von Leyte sorgten das geteilte Kommando und Missverständnisse zwischen Halsey und Kinkaid beinahe für eine vernichtende Niederlage der alliierten Streitkräfte. Wie der SWPA wurden auch die alliierten Marinestreitkräfte am 2. September 1945 formell aufgelöst.

## U.S. Army Services of Supply
Die USAFIA standen unter dem Befehl von Generalmajor Julian F. Barnes der bereits die ersten, im Dezember 1941 in Australien angekommenen US-Truppen befehligt hatte. Seine 4.600 Soldaten waren Teil eines Konvois, der bei Kriegsausbruch auf dem Weg in die Philippinen war und anschließend nach Australien umgeleitet wurde. Er übernahm den Befehl über die neu formierten USAFIA bei deren Anlandung in Brisbane. Schrittweise wurden mehrere Stützpunktabteilungen in Australien errichtet. Ursprünglich sollten von ihnen aus die amerikanischen Truppen in den Philippinen unterstützt werden. Insgesamt standen sieben über Australien verteilte Stützpunktabteilungen unter dem Befehl der USAFIA. Sie befanden sich in Birdum, Townsville, Brisbane, Melbourne, Adelaide, Perth und Sydney. Am 20. Juli 1942 wurden die USAFIA zu den United States Army Services of Supply, Southwest Pacific Area (USASOS SWPA) unter dem Kommando von Brigadegeneral Richard J. Marshall umformiert. Barnes kehrte in die Vereinigten Staaten zurück.

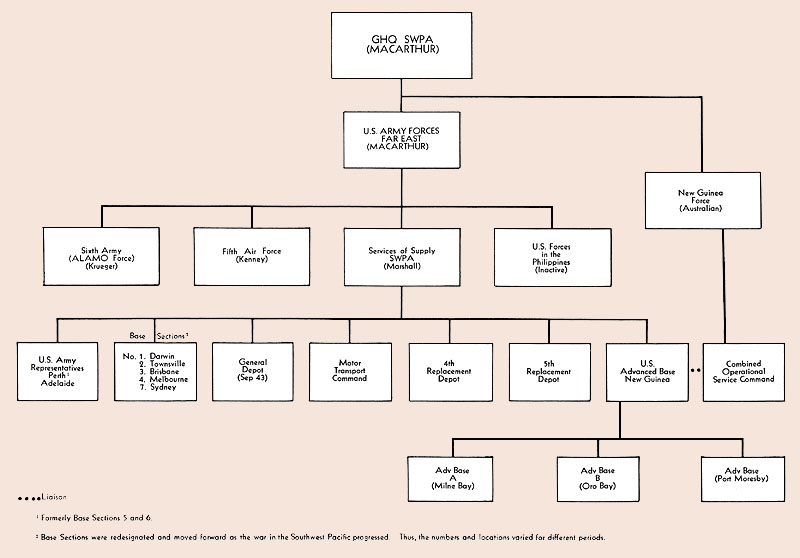
Organisation der Verwaltung und des Nachschubs der US Army Streitkräfte in der Southwest Pacific Area, Juli 1943.

Mit Ankunft des Hauptquartiers der 6. US-Armee in Australien im Februar 1943 wurden die Verwaltungsaufgaben aus dem USASOS abgezogen und den neu aufgestellten United States Army Forces, Far East (USAFFE) unterstellt. Diese unterstanden direkt MacArthurs Kommando. Das Führungskommando hatte denselben Namen wie das von MacArthur in den Philippinen, übernahm aber andere Funktionen. Mit der Kompetenzverschiebung nahmen die USASOS nur noch logistische Aufgaben wahr. Die neue Struktur stellte sich als schlecht heraus und bedurfte mehrerer Anpassungen, bevor sie für die Befehlshaber zufriedenstellend arbeitete. Im September 1943 übernahm Brigadegeneral James L. Frink das Kommando von General Marshall.
Im August 1942 wurden ein vorgeschobener Stützpunkt in Port Moresby und unterstellte Vorposten in der Milne- und Oro-Bucht eingerichtet. Im April 1943 wurden sie in Vorposten A und Vorposten B benannt. Zeitgleich mit dieser Benennung wurde ein Vorposten C auf der Goodenough-Insel eingerichtet, der im Juli aber bereits formell wieder aufgelöst wurde, als die 6. US-Armee die Kontrolle über die Insel übernahm. In der Zwischenzeit war im Mai ein Vorposten D in Port Moresby entstanden. Im August wurden alle bisherigen Vorposten zu Stützpunkten aufgewertet und im November die Vorposten E bei Lae und F bei Finschhafen errichtet. Kurz darauf entstand Vorposten G bei Hollandia und Vorposten H auf Biak.
Mit dem Alliierten Vormarsch entstanden neue Stützpunkte, während die Stützpunktabteilungen in Australien nach und nach geschlossen wurden. Die Abteilungen in Townsville und Sydney wurden als letzte im Juni 1945 deaktiviert und ihre Aufgaben der seit Februar 1945 bestehenden Stützpunktabteilung Australien übertragen. Im Juli und September 1945 erfolgte ebenfalls die Schließung der Stützpunkte A bis E in Neuguinea. Parallel erfolgte die Einrichtung der Stützpunkte K, M, R, S und X in den Philippinen. Sie unterstanden zunächst der Stützpunktabteilung Luzon, die am 1. April 1945 in Stützpunktabteilung Philippinen umbenannt wurde. Am 7. Juni 1945 wurden die USASOS SWPA zu den Army Forces, Western Pacific (ADWESPAC) unter dem Befehl von Generalleutnant Wilhelm D. Styer. Ab diesem Zeitpunkt wurden sie in die USAFFE eingegliedert.

## Geheimdiensttätigkeiten
Im April 1942 kamen der amerikanische Brigadegeneral Spencer B. Akin vom GHQ und der australische Generalmajor Colin H. Simpson vom LHQ überein, ihre Kräfte zu vereinen und eine gemeinsame nachrichtendienstliche Organisation, bekannt als Central Bureau, aufzubauen. Die Heere Australiens, des Vereinigten Königreichs und der Vereinigten Staaten sowie die RAAF und RAN stellten allesamt Personal für die Organisation zusammen, die sich mit der Kryptoanalyse des japanischen Funkverkehrs befasste. Magic und Ultra stellten sich als essentiell für die Manöver des SWPA heraus.
Für andere geheimdienstliche Tätigkeiten stellten Blamey und MacArthur das Allied Intelligence Bureau (AIB) auf. Ihm unterstand das Services Reconnaissance Department mit seiner Z Special Unit. Diese war für Operationen und Spezialeinheiten wie die Operation Jaywick und Secret Intelligence Australia sowie die Coastwatchers verantwortlich. Letztere hielten hinter den feindlichen Linien nach japanischen Flugzeugs- und Schiffsbewegungen ausschau. Weiter gehörte ihr das Far Eastern Liaison Office an. Zwei weitere wichtige Organisationen, die nicht zur AIB gehörten, waren die Allied Translator and Interpreter Section und die Allied Geographical Section.
Da in diesem Feld Qualität weitaus bedeutender als pure Mannstärke ist, konnten hier die kleineren Alliierten Australien und die Niederlande bedeutende Rollen spielen. Durch Aufklärung konnten die Alliierten ihre Erfolge bei einer gleichzeitigen Minimierung der Risiken maximieren. Nach dem Krieg profitierte Australien stark von den aufgebauten Strukturen. David Horner schrieb später, dass „Geheimdienstkooperation bis zum heutigen Tag die langfristigste und wichtigste Auswirkung der Koalitionskriegsführung im Zweiten Weltkrieg sein könnte.“

## Auswirkungen
Die alliierte Kommandostruktur im SWPA löste die Schwierigkeiten der Koalitionskriegsführung auf verschiedenen Wegen und mit unterschiedlichem Erfolg. Die Vorteile der Kriegsallianzen erwiesen sich als substantiell, benötigten aber dauerhafte Anstrengungen der Aufrechterhaltung. Für Australien wurde die Koalitionskriegsführung zur Norm, und die Erfahrungen des SWPA stellten sich als essentielle politische und militärische Lehrstunden heraus. In den folgenden Jahrzehnten kämpfen australische und amerikanische Streitkräfte in verschiedenen Kriegen gemeinsam, so im Korea- und Vietnamkrieg sowie im Krieg gegen den Terror.

## Zitate
1. ↑  „as emanating from the Commonwealth Government“
2. ↑  „task forces“
3. ↑  „it may prove that present day intelligence cooperation has proved to be the most lasting and important legacy of Australia's experience of coalition warfare in the Second World War.“